# Експериментальна економіка
Експериментальна економіка (англ. Experimental economics) — це застосування експериментальних методів для вивчення економічних питань. Дані, зібрані в експериментах, використовуються для оцінки розміру ефекту, перевірки обґрунтованості економічних теорій та висвітлення ринкових механізмів. Економічні експерименти зазвичай використовують готівку для мотивації суб'єктів, щоб імітувати реальні стимули. Експерименти використовуються, щоб допомогти зрозуміти, як і чому функціонують ринки та інші системи обміну як вони. Експериментальна економіка також розширилася для розуміння інститутів та права (експериментальне право та економіка). Фундаментальним аспектом теми є проектування експериментів. Експерименти можуть проводитись на місцях або в лабораторних умовах, незалежно від індивідуальної чи групової поведінки.
Варіанти теми поза такими формальними обмеженнями включають природні та квазіприродні експерименти.

## Експериментальні теми
Можна класифікувати економічні експерименти, використовуючи такі теми:
- Ринки
- Ігри
- Теорія еволюційних ігор
- Прийняття рішень
- Торг
- Контракти
- Аукціони
- Координація
- Соціальні налаштування
- Навчання
- Узгодження
- Польові експерименти

В рамках економічної освіти одна заявка включає експерименти, що використовуються у викладанні економіки. Альтернативний підхід з експериментальними розмірами — обчислювальне моделювання на основі агентів.

### Координаційні ігри
Координаційні ігри — це ігри з декількома чистими стратегіями рівноваги Неша. Є два загальні набори питань, які зазвичай задають економісти-експериментатори під час вивчення таких ігор: (1) Чи можуть суб'єкти лабораторії координувати або навчитися координувати одну з кількох рівноваг, і якщо так, чи існують загальні принципи, які можуть допомогти передбачити, яка саме рівновага ймовірно, буде обраний? (2) Чи можуть суб'єкти лабораторії координувати або навчитися координувати найкращу рівновагу Парето, а якщо ні, то існують умови чи механізми, які допомогли б суб'єктам координувати кращу рівновагу Парето? Принципи дедуктивного відбору — це ті, що дозволяють передбачити, виходячи лише з властивостей гри. Принципи індуктивного відбору — це ті, що дозволяють прогнозувати на основі характеристик динаміки. За деяких умов принаймні групи експериментальних суб'єктів можуть координувати навіть складні не очевидні асиметричні парето-найкращі рівноваги. Це навіть незважаючи на те, що всі суб'єкти вирішують одночасно та незалежно без спілкування. Спосіб, яким це відбувається, ще не повністю зрозумілий.

### Навчання експериментів
Економічні теорії часто припускають, що економічні стимули можуть формувати поведінку, навіть коли окремі агенти мають обмежене розуміння навколишнього середовища. Зв'язок між економічними стимулами та результатами може бути опосередкованим: економічні стимули визначають досвід агентів, і цей досвід може призвести до подальших дій.
Навчальні експерименти можуть бути класифіковані як завдання індивідуального вибору або ігри, де ігри зазвичай стосуються стратегічної взаємодії двох або більше гравців. Часто загальні моделі поведінки в навчанні можна найкраще проілюструвати завданнями індивідуального вибору.
В іграх двох і більше гравців суб'єкти часто формують уявлення про те, які дії здійснюють інші суб'єкти, і ці переконання оновлюються з часом. Це відомо як навчання переконанням. Суб'єкти також мають тенденцію приймати ті самі рішення, які в минулому винагороджували їх високими виплатами. Це відоме як підкріплення навчання .
До 1990-х загалом використовувались прості адаптивні моделі, такі як змагання Курно чи вигадана гра . У середині 1990-х Ельвін Рот та Ідо Ерев продемонстрували, що навчання підкріплення може зробити корисні прогнози в експериментальних іграх. У 1999 р. Колін Камерер і Тек-Хуа Хо представили досвід зваженого залучення досвіду (EWA), загальну модель, яка включала навчання з підкріплення та переконань, і показує, що вигадана гра математично еквівалентна узагальненому підкріпленню, за умови, що ваги розміщені на минулій історії .
Критика EWA включає переозброєння через багато параметрів, недостатню загальність щодо ігор та можливість того, що інтерпретація параметрів EWA може бути складною. Перевищення розмірів вирішується шляхом оцінки параметрів для деяких експериментальних періодів або експериментальних предметів та прогнозування поведінки в решті вибірки (якщо моделі надмірно придатні, ці позапробні валідаційні прогнози будуть набагато менш точними, ніж підходи для вибірки, які вони зазвичай не). Загальність в іграх вирішується шляхом заміни фіксованих параметрів функцією «самонастроювання» досвіду, що дозволяє псевдопараметри змінюватися протягом гри, а також систематично змінюватись у різних іграх.
Сучасні економісти-експериментатори останнім часом провели багато помітної роботи. Роберто Вебер підняв питання навчання без зворотного зв'язку. Девід Купер та Роберто Вебер досліджували типи навчання за подібними стратегіями. Ідо Ерев та Грег Баррон розглядали навчання когнітивних стратегій. Дейл Шталь охарактеризував навчання над правилами прийняття рішень. Чарльз А. Хольт вивчав логіт у різних іграх, включаючи ігри з декількома рівновагами. Вілфред Амальдосс роздивився цікаві програми EWA в маркетингу. Амнон Рапопорт, Джим Парко та Райан Мерфі досліджували адаптивну модель навчання на основі підкріплення в одному з найвідоміших парадоксів теорії ігор, відомого як гра зі стоножки .

### Ігри на ринку
Вважається, що Едвард Чемберлін провів «не тільки перший експеримент на ринку, але і перший економічний експеримент будь-якого типу». Вернон Сміт, спираючись на роботу Чемберліна, але також модифікуючи її в ключових аспектах, провів піонерські економічні експерименти щодо конвергенції цін і величин до їх теоретичних цінностей конкурентної рівноваги на експериментальних ринках. Сміт вивчав поведінку «покупців» і «продавців», яким розповідають, наскільки вони «цінують» фіктивний товар, а потім просять конкурентно «запропонувати» або «попросити» ці товари, дотримуючись правил різних реальних інститути світового ринку (наприклад,). Сміт встановив, що в деяких формах централізованої торгівлі ціни та обсяги, що торгуються на таких ринках, конвергуються на значення, які були б передбачені економічною теорією досконалої конкуренції, незважаючи на умови, що не відповідають багатьом припущенням досконалої конкуренції (велика кількість, ідеально інформація).
Протягом багатьох років Сміт впроваджував разом з іншими співробітниками використання контрольованих лабораторних експериментів в економіці та встановив це як законний інструмент в економіці та інших суміжних галузях. Чарльз Плотт з Каліфорнійського технологічного інституту співпрацював зі Смітом у 1970-х роках і вперше експериментував у галузі політології, а також використовував експерименти для інформування економічного дизайну чи інженерії для інформування політики. У 2002 році Сміт був нагороджений (спільно з Даніелем Канеманом) премією Банку Швеції з економічних наук, «за встановлення лабораторних експериментів як інструменту емпіричного економічного аналізу, особливо при вивченні альтернативних ринкових механізмів».

### Фінанси
Експериментальне фінансування вивчає фінансові ринки з метою встановлення різних кон'юнктурних умов та кон'юнктури для експериментального спостереження та аналізу поведінки агентів та отриманих характеристик торгових потоків, розповсюдження інформації та агрегації, механізму встановлення цін та процесів повернення. В даний час дослідники використовують програмне забезпечення для моделювання для проведення своїх досліджень.
Наприклад, експерименти маніпулювали інформаційною асиметрією щодо вартості облігацій або частки щодо ціноутворення для тих, хто не має достатньої кількості інформації, щоб вивчити бульбашки на фондовому ринку .

## Соціальні налаштування
Термін «соціальні уподобання» відноситься до стурбованості (або її відсутності), яку люди відчувають за добробут один одного, і він охоплює альтруїзм, злість, смак рівності та смак взаємності. Експерименти з соціальних перевагам зазвичай вивчають економічні ігри в ті числі в диктатор гру, в ультимативній грі, в трастової грі, в подарунок-обмін гру, в грі громадських товарів, і зміни в ці канонічні параметри. Як один із прикладів результатів — гра ультиматумуексперименти показали, що люди, як правило, готові пожертвувати грошовими винагородами, коли пропонують низькі асигнування, таким чином поводячись непослідовно з простими моделями власних інтересів. Економічні експерименти вимірювали, як це відхилення змінюється в різних культурах.

### Контракти
Теорія контрактів стосується надання стимулів у ситуаціях, коли деякі змінні не можуть спостерігатись усіма сторонами. Отже, теорію контрактів складно перевірити в цій галузі: Якби дослідник міг перевірити відповідні змінні, тоді договірні сторони могли б укласти контракт на ці змінні, отже, будь-яка цікава теоретично-теоретична проблема зникне. Тим не менш, в лабораторних експериментах можна безпосередньо перевірити контрактно-теоретичні моделі. Наприклад, дослідники експериментально вивчали теорію моральної небезпеки, теорію несприятливого відбору, виключне укладання контрактів, відстрочену компенсацію, проблему стримування, гнучку проти жорстких контрактів, та моделі з ендогенними інформаційними структурами.

### Обчислювальне моделювання на основі агентів
Обчислювальне моделювання на основі агентів є порівняно недавнім методом в економіці з експериментальними розмірами. Тут основна увага приділяється економічним процесам, включаючи цілі економіки, як динамічні системи взаємодіючих агентів, застосування складної парадигми адаптивних систем . «Агент» відноситься до «обчислювальних об'єктів, модельованих як взаємодіючі за правилами», а не до реальних людей. Агенти можуть представляти соціальні та / або фізичні особи. Починаючи з початкових умов, визначених моделером, модель ACE розвивається вперед через час, керований виключно взаємодіями агентів. Питання включають ті, що є загальними для експериментальної економіки в цілому та порівняння, а також розробка загальної основи для емпіричної валідації та вирішення відкритих питань при моделюванні на основі агентів.

## Методологія

### Правила
Економісти-експериментатори, як правило, дотримуються таких методологічних вказівок:
- Заохочіть суб'єктів реальною грошовою виплатою.
- Публікуйте повні експериментальні інструкції.
- Не використовуйте обману.
- Уникайте конкретного конкретного контексту.

### Критика
Наведені вище вказівки значною мірою розроблені для вирішення двох центральних критичних питань. Зокрема, економічні експерименти часто оскаржуються через занепокоєння щодо їх «внутрішнього обґрунтування» та «зовнішнього обґрунтування», наприклад, про те, що вони не застосовуються для багатьох типів економічної поведінки, тому експерименти просто недостатньо хороші, щоб отримати корисні відповіді. Однак жодна критика стосовно цієї методології не є специфічною для неї, оскільки вона негайно застосовна або до теоретичного, або до емпіричного підходів, або до обох.